# Beneath the Massacre
Beneath the Massacre sono un gruppo musicale technical death metal canadese, originario di Montréal.

## Storia del gruppo
Il loro debutto, l'EP Evidence of Inequity, è datato 2005 sotto Galy Records. All'inizio dell'anno successivo la band firma per la Prosthetic Records, la quale ha pubblicato il primo album Mechanics of Dysfunction il 20 febbraio 2007.
Nello stesso anno hanno partecipato al Brutalitour, con Animosity, As Blood Runs Black e The Faceless, al Summer Slaughter Tour, con Decapitated, Necrophagist, As Blood Runs Black, The Faceless, Ion Dissonance e Cephalic Carnage e al Radio Rebellion Tour con Job for a Cowboy, Behemoth e Gojira.

## Formazione
Attuale
- Elliot Desgagnés – voce
- Christopher Bradley – chitarra
- Dennis Bradley – basso
- Justin Rousselle – batteria

Ex-componenti
- John Dubeau – chitarra

## Discografia

### Album in studio
- 2007 – Mechanics of Dysfunction
- 2008 – Dystopia
- 2012 – Incongruous

### Extended play
- 2005 – Evidence of Inequity
- 2010 – Marée Noire